# 에마 벨
에마 벨(Emma Bell, 1986년 12월 17일 ~ )은 미국의 배우이다.

## 출연 작품
- 디프런트 플라워스 (2016)
- 씨 유 인 발할라 (2015)
- 조용한 열정 (2015)
- 라이프 인사이드 아웃 (2013)
- 워킹 데드 3 (2012)
- 파이널 데스티네이션 5 (2011)
- 워킹 데드 1 (2010)
- 손도끼 2 (2010)
- 프로즌 (2010)
- 데스 인 러브 (2008)
- 뉴욕 시티 세레나데 (2007)
- 그레이시 스토리 (2007)
- 베드포드 다이어리 (2006)
- 페이버 (2006)